# Mylothra
Mylothra é um gênero de traça pertencente à família Agonoxenidae.